# 強制結婚
強制結婚（きょうせいけっこん）とは、当事者の一方または両方が、同意なしに、または自分の意思に反して行われる結婚である。市民的及び政治的権利に関する国際規約の第23条と奴隷制度廃止補足条約によって禁じられている。典型例として誘拐婚がある。

## 問題にされている国
- レバノン[1]
- バングラデシュ[2]

## 国連は撤廃を目標
国連は、強制結婚を撤廃するよう持続可能な開発目標(SDGs)のグローバル目標5ジェンダー平等において謳っている。